# Ectropis opisoleuca
Ectropis opisoleuca là một loài bướm đêm trong họ Geometridae.